# Danny Chan
Ne doit pas être confondu avec Danny Chan Kwok-kwan.
Danny Chan, de son vrai nom Chan Pak-keung (陳百強, 7 septembre 1958 - 25 octobre 1993) est un chanteur hongkongais. Il fait partie de la première génération d'idoles pop de Hong Kong et était également parolier sur certaines de ses chansons comme Tears Dropping for You (眼淚為你流) (1979), Ripples (漣漪) (1982), Just Loving You (偏偏喜歡你) (1983) et Wait (等) (1985). Il est principalement connu pour ses ballades romantiques de cantopop et ses compositions de haute qualité. Il meurt en 1993 après un coma de 17 mois.

## Biographie
Né en 1958 à l'hôpital Queen Mary (en) dans le quartier de Pok Fu Lam (zh), Chan est le fils de Chan Pengfei (1923 – 5 avril 2019), un homme d'affaires travaillant dans l'industrie des montres. Il remporte le troisième prix HK Pop Song Composition Competition en 1977. La même année, il fait ses débuts d'acteur sur TVB dans le drama Sweet Babe. En 1978, il remporte le premier prix au Festival Yamaha Electone. Il tient son premier concert à Hong Kong la même année. Son premier album, First Love, sort en 1979. L'un de ses chansons, Tears Dropping for You (眼淚為你流), lui permet de se faire un nom.
Chan signe ensuite un contrat avec HK EMI, Warner, DMI, avant de finalement revenir chez Warner. Il commence à écrire des chansons de cantopop dont certaines sont encore populaires comme Ripples (漣漪), Just Loving You (偏偏喜歡你) et Life Expectations (en) (一生何求). Le morceau Tell Me What I Can Do est chanté en duo avec Crystal Gayle en 1984, et Remembrance on Parents' Love (1981) (念親恩) est couramment diffusé sur les radios et souvent choisi pour les soirées au karaoké.
Au début des années 1980, Chan anime l'émission de télévision Bang Bang. Ses collaborations avec Leslie Cheung et Paul Chung (en) dans les films Encore (1980) (喝采) et On Trial (1981) (失業生), reçoivent un accueil positif du public et des médias. Il est également l'un des personnages principaux du film An Autumn's Tale (秋天的童話) en 1987, en jouant Vincent (l'ex-petit ami de Jennifer), aux côtés de Chow Yun-fat (qui joue Samuel Pang) et Cherie Chung (qui joue Jennifer).

## Mort et spéculations
Chan souffre de dépression légère, qui s'est aggravée à la fin des années 1980. Le 18 mai 1992, il est retrouvé inconscient et transporté à l'hôpital Queen Mary. Il est émis l'hypothèse que cela est dû à un mélange accidentel d'alcool et de médicaments.
Chan souffre également de lésions cérébrales avancées et tombe dans le coma pendant 17 mois avant de mourir le 25 octobre 1993 à l'âge de 35 ans.

## Commémoration
Le 8 novembre 2005, la poste de Hong Kong émet une série de timbres spéciaux intitulée Hong Kong Pop Singers, rendant hommage à cinq chanteurs pop qui ont marqué l'histoire de la cantopop. Chan figure sur le timbre de 1,80 $HK.

## Discographie

### Albums
- 1979 : First Love (face A)/Tears for You (眼淚為你流) (face B)
- 1980 : No More Tears (不再流淚)
- 1980 : Dating with Danny (陳百強與你幾分鐘的約會)
- 1981 : So Have You (有了你)/Sunflower (太陽花)
- 1982 : Danny Chan-Breakthrough Collections (陳百強突破精選)
- 1982 : Talk (傾訴)
- 1983 : Just Loving You (偏偏喜歡你)
- 1984 : Danny '84 (百強84)
- 1985 : Danny Chan-The Greatest Hits (陳百強精選)
- 1985 : Deeply in Love with You (深愛著你)
- 1986 : When I Think of You (當我想起你)
- 1986 : Gaze (凝望)
- 1987 : Chi Sam Ngaan Noi Tsong (痴心眼內藏)
- 1987 : One in My Dream (夢裡人)
- 1988 : San Sin Ya Yee Man (神仙也移民)
- 1988 : Mo Sing Sing Yau Sing (無聲勝有聲)
- 1988 : Winter Warmth (冬暖)
- 1989 : Life Expectations (en) (一生何求)
- 1990 : Wait for You (等待您)
- 1991 : Love in L.A.
- 1991 : Just Because I Love You (只因愛你)
- 1992 : Dearest You (親愛的您)

### Singles
| Anne | Titre                                    | Notes                                                                                             |
| ---- | ---------------------------------------- | ------------------------------------------------------------------------------------------------- |
| 1979 | First Love (en anglais)                  |                                                                                                   |
| 1979 | Rocky Road (en anglais)                  |                                                                                                   |
| 1988 | The Sunrise (en anglais)                 |                                                                                                   |
| 1979 | Tears Dropping for You (眼淚為你流)      |                                                                                                   |
| 1980 | No More Tears (不再流淚)                 |                                                                                                   |
| 1980 | Dreamt of You Last Night (昨夜夢見你)    |                                                                                                   |
| 1980 | Puppy Love (初戀)                        | version cantonaise de First Love                                                                  |
| 1980 | Applause (喝采)                          | également intitulée Stimulate (鼓舞)                                                              |
| 1980 | Flying Out (飛出去)                      |                                                                                                   |
| 1980 | I Love White Clouds (我愛白雲)           |                                                                                                   |
| 1980 | Souvenir (紀念冊)                        |                                                                                                   |
| 1980 | An Ugly Duck But Cheerful (快樂的醜小鴨) |                                                                                                   |
| 1980 | Tears into Tears (淚中淚)                | chanson de Wong Hoi-yan (黃愷欣)                                                                  |
| 1981 | Footprints at the Beach (沙灘中的腳印)   |                                                                                                   |
| 1981 | Outside the Door at School (校門外)      |                                                                                                   |
| 1981 | Sunflower (太陽花)                       |                                                                                                   |
| 1981 | A Happy Embrace (快樂的擁抱)             |                                                                                                   |
| 1981 | An Excerpt (片段)                        |                                                                                                   |
| 1981 | Treasure for Me (為我珍重)               | chanson de Blanche Tang Oi-lam (鄧藹霖)                                                           |
| 1982 | Ripples (漣漪)                           |                                                                                                   |
| 1982 | Talk (傾訴)                              |                                                                                                   |
| 1983 | Just Love You (偏偏喜歡你)               |                                                                                                   |
| 1983 | Wave (浪潮)                              |                                                                                                   |
| 1984 | Trailer of Love (戀愛預告)               | chanson de Sandy Lamb (林姍姍) sorti sur l'album Deep in Love with You (深愛著你) de Chan en 1985 |
| 1985 | Wait (等)                                |                                                                                                   |
| 1985 | Expected Fate (盼望的緣份)               |                                                                                                   |
| 1986 | Dreamland (夢境)                         |                                                                                                   |
| 1986 | Gaze (凝望)                              |                                                                                                   |
| 1987 | Balderdash (夢囈)                        |                                                                                                   |
| 1987 | My Story (我的故事)                      |                                                                                                   |
| 1987 | A Person in the Dream (夢裡人)           | dérivé de I Love White Clouds avec de nouvelles paroles                                           |
| 1987 | Love Without Reasons (愛不問為何)        | chanson de Roman Tam (en)                                                                         |
| 1988 | Endless Expectancy (漫長盼望)            |                                                                                                   |
| 1988 | Light Up True Love (燃點真愛)            | co-écrit avec Dominic Chow (周啟生)                                                               |
| 1988 | 12 Hours (十二小時)                      | chanson de Samantha Lam (en)                                                                      |
| 1990 | Treat Wine as a Song (對酒當歌)          | dérivé de 12 Hours                                                                                |
| 1990 | A Lonely Feeling (寂寞的感覺)            |                                                                                                   |
| 1991 | And Love Is Close (而情是近)             | co-écrit avec Alan Tsui Yat-kan (徐日勤)                                                          |
| 1991 | A Love Song of Singing (歌者戀歌)        |                                                                                                   |

## Filmographie

### Films
- 1980 : Encore (喝采)
- 1981 : On Trial (失業生)
- 1984 : Merry Christmas (聖誕快樂)
- 1986 : My Family (八喜臨門)
- 1987 : An Autumn's Tale (秋天的童話)

### Séries TV
- 1977 : Sweet Babe (甜姐兒) (produite par HK TVB)
- 1980 : Take Turn (輪流轉) (produite par HK TVB)
- 1980 : Breakthrough (突破) (produite par HK TVB)

## Prix

### Musicaux
- 1977 : Troisième prix, HK Pop Song Compose Competition
- 1978 : Premier prix, Hong Kong Yamaha Organ Competition
- 1978 : Troisième prix, HK Pop Song Compose Competition
- 1983 : Chanteur le plus populaire, AGB Listener's Choice
- 1988 : Troisième prix, Most Popular Male Singer Competition, Commercial Station Hong Kong
- 1989 : Troisième prix, Most Popular Male Singer Competition, Commercial Station Hong Kong
- 1989 : Troisième prix, Pop Music Most Popular Male Singer, Festival de musique de Tokyo
- 1991 : Top 10 Most Popular Singer à Canton, Chine
- 2009 : Golden Needle Award, Radio Television Hong Kong

### Autres
- 1981 : Model Youth du district de Wong Tai Sin, Hong Kong
- 1984 : Most Charming Singer de International Folk Song
- 1987 : Hong Kong Best Dressed Person, Commercial Station Hong Kong
- 1989 : Hong Kong Top 10 Friendly Person, Commercial Station Hong Kong